# 李頌慈
李頌慈（英語：Li Chung-chi, Chris），香港民主派人士，前香港元朗區議會錦田選區議員。

## 政治生涯
2019年11月24日，李頌慈首度參與區議會選舉，在元朗錦田選區參選。結果以2,569票，擊敗僅得到2,293票，競逐連任的鄧卓然，成功當選。
2021年10月8日，李頌慈於Facebook表示不會出席區議員宣誓儀式，因此因缺席被DQ並即時離任。